# Chien gris de Saint Louis

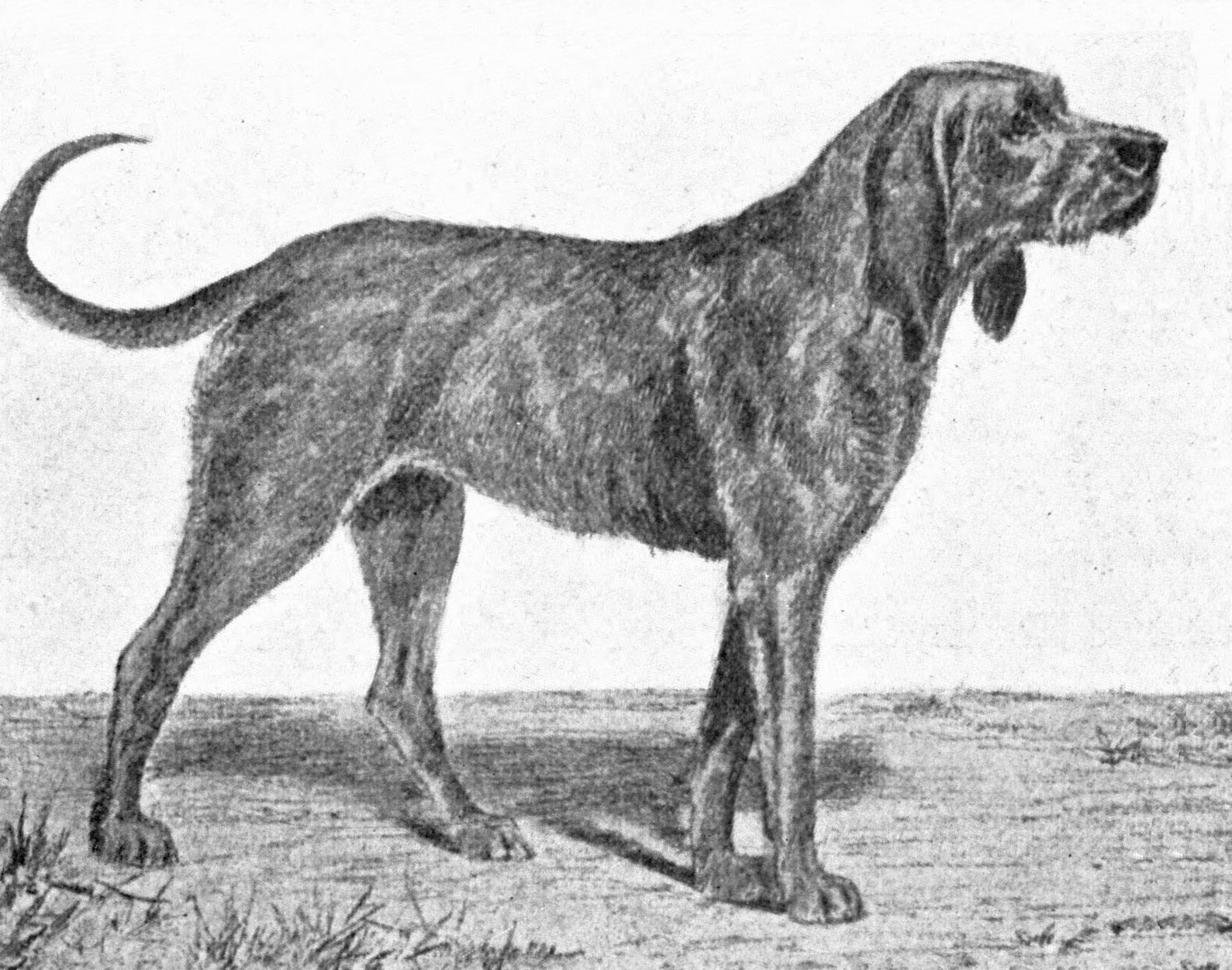
Chien gris de Saint Louis enligt en teckning i Walter Esplin Masons Dogs of all nations 1915.

Chien gris de Saint Louis, även chien gris eller Dun Hound, var en fransk hundras. Den var en braquehund och drivande hund som användes för jakt i koppel (pack) på högvilt.

## Historia
Dessa hundar ingick i den franske kungens koppel fram till den franska revolutionen. Denna ras är numera utdöd. Enligt Karl IX av Frankrike, vilken hade ett stort intresse för jakt, och skrev verket "La Chasse Royale", skall man ha förmodat att Ludvig den helige skall ha infört hundar av typen "chien gris" till Frankrike, vilket skall ha givet upphov till benämningen "chien gris de Saint Louis" för dessa. Hundrasen beskrevs så sent som 1915 utan omnämnande av att den då skulle vara utdöd.

## Egenskaper
Dessa hundar skall ha varit storväxta, gråfärgade hundar. De skall ha varit markdrivande, men deras luktsinne skall inte ha varit, i jämförelse med andra hundar, speciellt gott. De skall dock ha varit synnerligen uppskattade på grund av deras storlek vilket kan ha gjort dem högst lämpade för parforcejakt.

## Utseende
Det finns olika beskrivningar av hur hundarna såg ut. Desmond Morris citerar en anonym äldre källa och beskriver hundarna som harmoniskt byggda och cirka 66–76 cm höga. De var vita med svarta fläckar på kroppen och rostfärgade fläckar på huvudet. Walter Esplin Mason beskriver hundarna som något högställda men symmetriskt byggda och cirka 58–59 cm höga. Huvudet var långt med bred skalle och markerat stop. Färgen var röd brindle med mörk sadel och viltfärgade ben.